# Virginia Berasategui
Virginia Berasategui Luna (Bilbao (Biscaia), 15 de juliol de 1975) és una triatleta basca que va representar Espanya en competicions internacionals. El 2009 va quedar tercera en els Campionats Mundials d'Ironman. El març de 2013 va anunciar que es retiraria de l'esport després de la temporada del 2013.
El 2005, Berasategui va donar positiu per EPO després de guanyar l'Ironman de Lanzarote. El juny de 2013 també va donar positiu després de guanyar la Triatló de Bilbao del 18 de maig. Va demanar repetir l'anàlisi. Tanmateix, gairebé dues setmanes més tard, Berasategui va confessar els càrrecs de dopatge. En una declaració va dir que no va presentar reclamacions perquè era culpable i va expressar el seu desig de ser sincera, es va disculpar i va declarar que havia comès "la pitjor equivocació en la qual pot caure una atleta".